# ایان کارمایکل
ایان کارمایکل (انگلیسی: Ian Carmichael; ۱۸ ژوئن ۱۹۲۰ – ۵ فوریهٔ ۲۰۱۰) هنرپیشه اهل انگلستان بود.
از فیلم‌ها یا برنامه‌های تلویزیونی که وی در آن نقش داشته‌است می‌توان به پیشروی سرباز، من خوبم جک، و قایم‌موشک اشاره کرد.